# The Perfect LUV Tape
| Recensione   | Giudizio |
| ------------ | -------- |
| AllMusic     |          |
| HotNewHipHop | 76%      |
| Pitchfork    | 6,9/10   |
| PopMatters   | 6/10     |

The Perfect LUV Tape è il quarto mixtape del rapper statunitense Lil Uzi Vert, pubblicato il 31 luglio 2016 dalle etichette discografiche Atlantic Records e Generation Now. La prima traccia del mixtape, Do What I Want, fa inoltre parte della colonna sonora del videogioco NBA 2K18.

## Tracce
Crediti adattati dal libretto del CD. 

Testi di Symere Woods, eccetto dove indicato.
1. Do What I Want – 2:55 (musica: Don Cannon, Maaly Raw)
2. Of Course We Ghetto Flowers (feat. Playboi Carti e Offset) – 4:22 (testo: Woods, Jordan Teller Carter, Kiari Cephus – musica: Maaly Raw)
3. Original Uzi (4 of Us) – 2:46 (musica: Maaly Raw, Ike Beatz)
4. Money Mitch – 4:07 (musica: Zaytoven)
5. Sideline Watching (Hold Up) – 3:11 (musica: Zaytoven)
6. Alfa Romeo AW300 (I Can Drive) – 2:33 (musica: DP Beats)
7. You're Lost – 2:38 (musica: Don Cannon, Slade Da Monsta)
8. Erase Your Social – 3:20 (musica: Don Cannon, Lyle LeDuff)
9. Ronda (Winners) – 3:36 (musica: Metro Boomin, Cubeatz)
10. Seven Millions (feat. Future) – 3:02 (testo: Woods, Nayvadius Wilburn – musica: Don Cannon, Nard & B, XL Eagle)

Note
- Sideline Watching (Hold Up) è stilizzata come SideLine Watching (Hold Up).
- Alfa Romeo AW30 (I Can Drive) viene nominata I Can Drive nella versione fisica del mixtape.

## Formazione
Crediti adattati dal libretto del CD.
Comparto tecnico
- Kesha "K. Lee" Lee – registrazione, missaggio (tracce 1–6)
- Don Cannon – missaggio (traccia 7)
- Chris Athens – mastering

Personale aggiuntivo
- Don Cannon – produzione
- Carolyn Tracey – project manager
- Farris Knudsen – cover art design
- Matt Meiners – package design

## Classifiche

### Classifiche settimanali
| Classifica (2016)         | Posizione massima |
| ------------------------- | ----------------- |
| Stati Uniti               | 55                |
| Stati Uniti (R&B/Hip-Hop) | 20                |

### Classifiche di fine anno
| Classifica (2016) | Posizione |
| ----------------- | --------- |
| Stati Uniti       | 110       |